# Drone doom
Le drone doom ou drone metal est un sous-genre musical extrême du doom metal. Le genre est apparu au début des années 1990 et se caractérise par des rythmes et des suites d'accords particulièrement lents ("drone" en anglais signifie "bourdon", une note grave jouée en continu, comme par exemple sur les cornemuses) ainsi que par des morceaux de guitares électriques fortement distordues.

## Histoire

### Antécédents et débuts

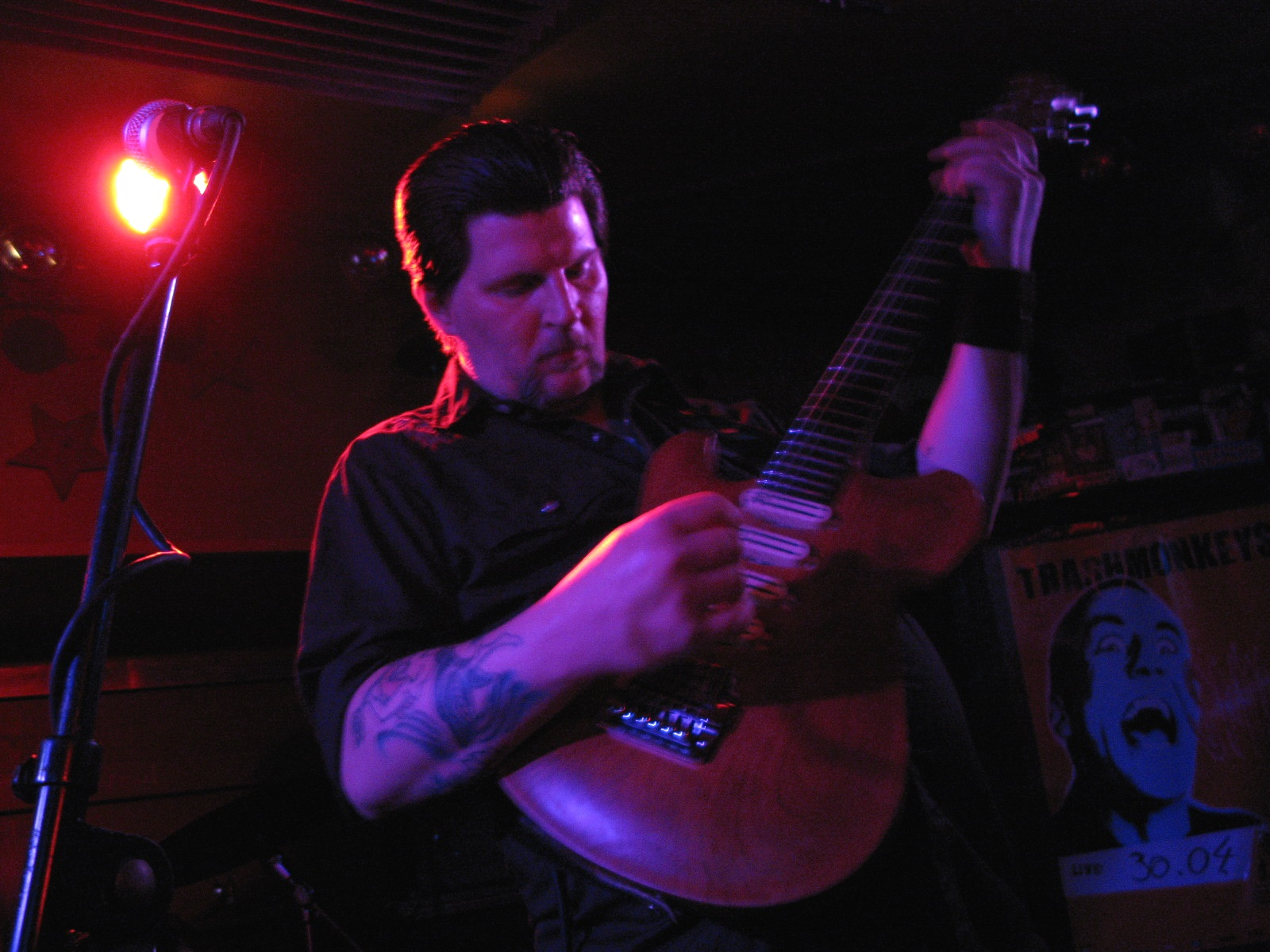
Dylan Carlson, ici en live avec Earth en 2009, a transposé des idées de la musique minimale dans le contexte d'un groupe de rock.

Les premières approches du drone doom sont apparues au-delà de la musique influencée par la culture pop avec la musique minimaliste. Notamment l'œuvre de La Monte Young, Terry Riley et Tony Conrad dont Dream Music préfigurait les grandes lignes du drone doom. Selon le fondateur et guitariste d'Earth, Dylan Carlson, la transposition de cette musique minimale dans le contexte d'un groupe de rock était une idée fondamentale qui devait s'exprimer dans Earth. Carlson se réfère notamment aux écrits conceptuels de La Monte Young.
Les premières sorties attribuées au drone doom datent de la première moitié des années 1990. Les deux représentants, Earth et Melvins, étaient issus de la scène punk hardcore et metal de l'État américain de Washington, où ils se sont fait connaître avec leurs premières publications, souvent classées a posteriori dans le stoner doom ou le sludge.
Le style a été initié avec les sorties de The Melvins Joe Preston et Lysol, toutes deux parues en 1992, et plus particulièrement avec l'album Earth 2 : Special Low-Frequency Version de 1993. Dès 1991, avec le morceau Boris sur l'album Bullhead, The Melvins ont expérimenté des structures de chansons plus lentes et plus longues, par rapport à leurs publications précédentes. Avec l'EP Joe Preston et l'album Lysol, rebaptisé plus tard Melvins, le groupe est passé à un jeu lent et répétitif, parfois discuté comme le début du genre drone-doom. Cependant, par rapport à Earth 2 : Special Low-Frequency Version, ces sorties des Melvins sont plutôt considérées comme les produits d'un groupe de rock plutôt que comme une approche musicale fondamentalement conceptuelle. Dans la plupart des évaluations du genre, c'est plutôt l'album Earth qui est considéré comme le premier album à part entière du style,.

### Développement et popularisation
Sous l'influence des Melvins et d'Earth, plusieurs groupes de musique ont fait leur apparition à l'échelle internationale depuis la fin des années 1990, adaptant le style, le variant et le présentant avec d'autres influences. Nadja, du Canada, et The Angelic Process, des États-Unis, ont joué du drone sous l'influence du shoegazing et de l'ambient, tandis que les Britanniques de Moss ont ajouté au drone doom des textes occultes inspirés de H. P. Lovecraft.
Les Néo-Zélandais de Black Boned Angel ont mêlé le genre avec des éléments de dark ambient. Khlyst, TenHornedBeast, Uncertainty Principle, Persistence in Mourning, Auaesuve, Fall of the Grey-Winged One, In the Mist et House of Low Culture ont suivi une approche similaire. La variante représentée par Nadja et The Angelic Process, qui se tourne vers le shoegazing et l'ambient, est également poursuivie par des groupes comme Methadrone ou Mamiffer. Parfois, cette variante est distinguée des autres représentants du drone en tant que dronegaze ou ambient drone doom par un terme séparé,.
Les groupes Gruulvoqh et Arcane Voidsplitter du musicien belge Stijn van Cauter présentent un autre mélange d'ambient et de drone doom, mais mêlé à des éléments de funeral doom,. Les groupes Low Cave Sounds et Catacombed du musicien français Hangsvart, le groupe portugais Bosque, le projet argentin Qhwertt, le projet ukrainien Umnea, le projet norvégien Hjarnidaudi, le groupe allemand anonyme Derais, et le projet russe Aarsland se sont également rapprochés du drone doom à partir du funeral doom.
.
D'autres recoupements stylistiques sont souvent observés avec le stoner doom, chez des interprètes comme Bongripper, Dark Buddha Rising ou Ufomammut, ainsi qu'avec le sludge chez des groupes comme Khanate, Stumm, Monarch ! ou Black Shape of Nexus. Avec des interprètes comme Corrupted et Boris, deux des groupes les plus connus du genre, il existe une scène japonaise de drone doom très active, qui présente parfois des recoupements et des coopérations avec des représentants du Japanoise, notamment Merzbow.
Le groupe Sunn O))) occupe une place particulière dans la popularité du drone. Il est généralement considéré comme le groupe le plus connu du genre et est largement reçu. Earth et Boris sont considérés comme des succès, les autres représentants du genre n'ayant pas une telle notoriété,,,. Le label Southern Lord du guitariste de Sunn O))) Greg Anderson est considéré comme l'un des plus importantes du genre, avec des sorties de Khanate, Teeth of Lions Rule the Divine, Sunn O))), Boris et Earth.

## Caractéristiques stylistiques
Le rédacteur en chef du NME et de The Wire, Louis Pattison, décrit le genre comme structuré par des caractéristiques clés simples : « lenteur, répétition, volume [et] noirceur implacable ». Selon lui, les caractéristiques typiques de ce style minimal sont des sons de guitare fortement saturés et des rythmes extrêmement lents ou libres. Les guitares sont généralement accordées plus bas et enrichies d'effets de réverbération et d'écho. La majeure partie du son produit se situe dans les basses fréquences. Le chant et la batterie sont souvent absents, ce qui renforce l'impression d'avant-garde. En raison de la longueur des morceaux, qui dépassent souvent les dix minutes, du mélange avec des éléments de noise et du manque de mouvement attesté de la musique, le son global est considéré comme une dissolution des « structures courantes des chansons ».
L'auto-scénarisation de Sunn O))) renforce le caractère rituel d'un concert de drone doom. Ainsi, le son fixe des guitares qui s'éteignent le plus tard possible, souvent encore renforcé par des effets de feedback, d'écho ou de réverbération, est considéré comme caractéristique du genre. Pour renforcer de tels effets, les instruments sont joués par plusieurs amplificateurs de guitare reliés entre eux. De même, les guitares sont reliées à des amplificateurs de basse afin d'obtenir un son typiquement bourdonnant. On attribue à cette manière de jouer, en particulier pour les concerts, un effet physiquement perceptible et méditatif, que Sunn O))) soutient notamment par une apparence rituelle.

« L'association de plusieurs amplificateurs de guitare poussés à fond rend la musique physiquement perceptible au maximum, les saturations, le feedback ainsi que les effets de réverbération et d'écho élargissent l'image sonore bourdonnante. [...] Ainsi, le rythme, les riffs et les mélodies sont dissous et presque inexistants. L'énorme pression sonore peut plonger l'auditeur dans une sorte de transe, un concert peut se transformer en un événement spirituel, un rituel »

— Arne Eber : Esthétique du doom.
L'aspect « rituel » du concert de drone doom est largement rapporté par les participants qui assimilent volontiers cette expérience à celle d'un pèlerinage. Le genre possède en outre une esthétique teintée de mysticisme qui se manifeste par exemple dans les récitations de textes religieux du groupe Om, dans les multiples allusions aux anges au sein des morceaux du groupe Earth ou encore par des références à des écrits mystiques (le poème soufi La Conférence des oiseaux est le titre d'un album de Om). Musicalement, cette esthétique mystique est traduite par le caractère répétitif des riffs rappelant un mantra. L'ambiance mystique est également traduite visuellement dans les concerts (port de robes, emploi de fumée, arrangement circulaire des amplificateurs rappelant un cromlech par le groupe SunnO))). De plus, ces derniers se tiennent occasionnellement dans des bâtiments religieux (églises, cryptes). Enfin, l'usage prononcé du blanc dans les pochettes d'album a été interprété comme une transposition visuelle de thèmes mystiques tels que l'illumination.